# Chevrolet Suprema
O Chevrolet Omega Suprema é um automóvel de luxo que foi fabricado pela General Motors no Brasil de 1993 a 1996.
Foi apresentado ao mercado brasileiro pela Chevrolet em 1993, produzido pela montadora na cidade de São Caetano do Sul, no estado de São Paulo.
Seu lançamento introduziu tecnologias inexistentes nos demais carros nacionais daquela época (Como seu irmão Omega sedã). Dentre suas qualidades, destacava-se o bom desenho aerodinâmico, a performance, a segurança, o conforto e a qualidade empregada no acabamento. Tais qualidades o levaram a conquistar várias premiações na imprensa.
A Chevrolet tinha como meta atingir o mercado da Caravan, um carro desenvolvido a partir da carroceria do Opala (Opel Rekord) C de 1966 e que encontrava-se em produção desde 1975, após uma série de adaptações.
A versão introduzida no Brasil em 1993 era a que estava para ser aposentada na Alemanha em 1994 (assim como o Omega sedã), dando ao Omega alguns anos de sobrevida.
A Omega Suprema nunca teve outra geração, produzida apenas durante 1993 e 1996.

## Motores
| Gasolina       |             |                         |                     |           |
| Motor          | Cilindros   | Potência                | Torque              |           |
| C20NE 2.0i 8V  | 4 Cilindros | 116 PS (85 kW; 114 hp)  | 182 N·m (134 lb·ft) | 1993–1994 |
| C30NE 3.0i 12V | 6 Cilindros | 165 PS (121 kW; 163 hp) | 229 N·m (169 lb·ft) | 1993-1994 |
| C22NE 2.2i 8V  | 4 Cilindros | 116 PS (85 kW; 114 hp)  | 182 N·m (134 lb·ft) | 1995–1996 |
| C41GE 4.1i 12V | 6 Cilindros | 168 PS (124 kW; 166 hp) | 285 N·m (210 lb·ft) | 1995–1996 |

## Fim da produção
Após poucos anos de produção no mercado brasileiro, as vendas do Omega Suprema chegaram ao fim em 1996, em três anos de fabricação, foram vendidas 12.221 unidades no País (um número bastante elevado para um carro do seu porte, preço e época).